# Кінотеатри Києва
Кінотеа́три Ки́єва — заклади для публічного показу на перегляду кінофільмів у Києві.
Станом на 2017 рік у Києві діють 16 демонстраторів фільмів, які здійснюють свою діяльність в 56 кінотеатрах, в яких розміщено понад 100 екранів. Переважна більшість екранів належать приватним мережам кінотеатрів, решта — незалежним та комунальним кінотеатрам.
Нижче представлений список діючих та історичних кінотеатрів, а також будівель, споруд і залів, що використовуються або раніше регулярно використовувалися для кіновистав.

## Кінотеатри, які почали діяти в Україні (з 1991)
З середини 2000-х років в Україні розпочинається активний розвиток індустрії розваг, в Києві з'являються перші багатозальні (4 та більше) мультиплекси спочатку в окремих спорудах, пізніше в складі торгово-розважальних центрів. З 2016 року починають діяти перші мегаплекси, в кожному з яких розміщуються понад 12 екранів. Однак, при цьому, середня місткість сучасних кінозалів, на відміну від кінотеатрів, побудованих в радянські часи, є значно меншою та за звичай становить близько 150 місць.
| Кінотеатр                                              | Зали (місця) | Технологія                 | Роки діяльності | Поштова адреса                                               | Географічні координати                                                    | Вебсайт                                                             |
| а/к «Summer» на території РЦ «КосМікс»                 |              | 2D                         |                 | Дніпровський р-н, вул. Гетьмана Павла Полуботка, 1-А         | 50°27′15″ пн. ш. 30°36′31″ сх. д. / 50.4542687° пн. ш. 30.6085725° сх. д. | summer-kino.com.ua [Архівовано 15 лютого 2017 у Wayback Machine.]   |
| а/к «Summer» на території МКЦ «Український дім»        |              | 2D                         |                 | Шевченківський р-н, вул. Хрещатик, 2                         | 50°27′12″ пн. ш. 30°31′36″ сх. д. / 50.453233° пн. ш. 30.5266821° сх. д.  | summer-kino.com.ua [Архівовано 15 лютого 2017 у Wayback Machine.]   |
| а/к «Кінодром» на території «Acura центр Київ»         |              | 2D                         | до 2017         | Святошинський р-н, Велика Окружна дорога, 14                 | 50°24′17″ пн. ш. 30°24′01″ сх. д. / 50.4047775° пн. ш. 30.4002924° сх. д. | www.kinodrom.kiev.ua [Архівовано 15 лютого 2017 у Wayback Machine.] |
| а/к «Кінодром» на території кіностудії ім. О. Довженка |              | 2D                         |                 | Шевченківський р-н, просп. Берестейський, 44                 | 50°27′20″ пн. ш. 30°27′03″ сх. д. / 50.4554887° пн. ш. 30.4507139° сх. д. | www.kinodrom.kiev.ua [Архівовано 15 лютого 2017 у Wayback Machine.] |
| к/т «Boomer» в ТРЦ «РайON»                             | 4 (267)      | 2D, XpanD 3D               | 2013            | Деснянський р-н, вул. Миколи Лаврухіна, 4                    | 50°30′58″ пн. ш. 30°36′06″ сх. д. / 50.516193° пн. ш. 30.601733° сх. д.   | kinoboomer.com.ua [Архівовано 15 лютого 2017 у Wayback Machine.]    |
| к/т «Магнат» в ТЦ «Біличанський»                       | 2 (57)       | 2D, 3D                     |                 | Святошинський р-н, вул. Ірпінська, 76                        | 50°27′38″ пн. ш. 30°20′54″ сх. д. / 50.4604172° пн. ш. 30.3482751° сх. д. | kinomagnat.com.ua [Архівовано 15 лютого 2017 у Wayback Machine.]    |
| м/к «Cinema citi» в ТРЦ «Океан Плаза»                  | 8 (1486)     | 2D, 3D                     | 2012            | Деснянський р-н, вул. Тодося Осьмачки, 176                   | 50°24′43″ пн. ш. 30°31′19″ сх. д. / 50.4120445° пн. ш. 30.5218914° сх. д. | cinemaciti.kiev.ua [Архівовано 15 лютого 2017 у Wayback Machine.]   |
| м/к «Multiplex» в ТРЦ «Lavina Mall»                    | 14 (2298)    | 2D, 3D, Christie Duo, VR   | 2016            | Святошинський р-н, вул. Берковецька, 6-Д                     | 50°29′46″ пн. ш. 30°21′28″ сх. д. / 50.4959742° пн. ш. 30.3579025° сх. д. | multiplex.ua [Архівовано 4 лютого 2017 у Wayback Machine.]          |
| м/к «Multiplex» в ТРЦ «SkyMall»                        | 10 (1579)    | 2D, 3D, Christie Duo       | 2011            | Дніпровський р-н, просп. Романа Шухевича, 2-Т                | 50°29′36″ пн. ш. 30°33′30″ сх. д. / 50.4933106° пн. ш. 30.5583511° сх. д. | multiplex.ua [Архівовано 4 лютого 2017 у Wayback Machine.]          |
| м/к «Multiplex» в ТРЦ «Атмосфера»                      | 4 (507)      | 2D, 3D                     | 2015            | Голосіївський р-н, Столичне шосе, 103                        | 50°20′28″ пн. ш. 30°33′04″ сх. д. / 50.3410847° пн. ш. 30.550995° сх. д.  | multiplex.ua [Архівовано 4 лютого 2017 у Wayback Machine.]          |
| м/к «Multiplex» в ТРЦ «Караван»                        | 5 (851)      | 2D, 3D, D-Box              | 2006            | Оболонський р-н, вул. Лугова, 12                             | 50°30′19″ пн. ш. 30°28′18″ сх. д. / 50.5051871° пн. ш. 30.4717828° сх. д. | multiplex.ua [Архівовано 4 лютого 2017 у Wayback Machine.]          |
| м/к «Multiplex» в ТРЦ «Комод»                          | 4 (545)      | 2D, 3D                     | 2007            | Дніпровський р-н, вул. Митрополита Андрея Шептицького, 4-А   | 50°27′13″ пн. ш. 30°35′53″ сх. д. / 50.4534894° пн. ш. 30.5981765° сх. д. | multiplex.ua [Архівовано 4 лютого 2017 у Wayback Machine.]          |
| м/к «Multiplex» в ТРЦ «Проспект»                       | 7 (1409)     | 2D, 3D                     | 2014            | Деснянський р-н, вул. Гната Хоткевича, 1В                    | 50°27′18″ пн. ш. 30°38′10″ сх. д. / 50.4549126° пн. ш. 30.6362379° сх. д. | multiplex.ua [Архівовано 4 лютого 2017 у Wayback Machine.]          |
| м/к «Oskar» в ТРЦ «Dream Town»                         | 8 (968)      | 2D, 3D, Christie           | 2009            | Оболонський р-н, просп. Оболонський, 1-Б                     | 50°30′28″ пн. ш. 30°29′54″ сх. д. / 50.5078273° пн. ш. 30.4983682° сх. д. | oskar.kiev.ua [Архівовано 6 грудня 2012 у Wayback Machine.]         |
| м/к «Oskar» в БФК «Gulliver»                           | 6 (1086)     | 2D, 3D, D-Box, Dolby Atmos | 2014            | Печерський р-н, пл. Спортивна, 1                             | 50°26′20″ пн. ш. 30°31′22″ сх. д. / 50.4388095° пн. ш. 30.5228036° сх. д. | oskar.kiev.ua [Архівовано 6 грудня 2012 у Wayback Machine.]         |
| м/к «Wizoria» в ТРЦ «New Way»                          | 6 (974)      | 2D, 3D                     | 2016            | Дарницький р-н, вул. Архітектора Вербицького, 1              | 50°24′53″ пн. ш. 30°39′02″ сх. д. / 50.4147696° пн. ш. 30.6505721° сх. д. | wizoria.com.ua [Архівовано 1 травня 2017 у Wayback Machine.]        |
| м/к «Баттерфляй» «DeLuxe»                              | 3 (566)      | 2D, 3D                     | 2007            | Голосіївський р-н, вул. Антоновича, 50                       | 50°25′54″ пн. ш. 30°30′40″ сх. д. / 50.4317593° пн. ш. 30.51123° сх. д.   | kino-butterfly.com.ua [Архівовано 4 квітня 2012 у Wayback Machine.] |
| м/к «Баттерфляй» в ТРЦ «Космополіт»                    | 9 (926)      | 2D, 3D                     | 2009            | Солом'янський р-н, вул. Вадима Гетьмана, 6                   | 50°27′02″ пн. ш. 30°26′37″ сх. д. / 50.4504684° пн. ш. 30.4435171° сх. д. | kino-butterfly.com.ua [Архівовано 4 квітня 2012 у Wayback Machine.] |
| м/к «Баттерфляй» «Ультрамарин»                         | 6 (1319)     | 2D, 3D                     | 2004            | Солом'янський р-н, вул. Митрополита Василя Липківського, 1-А | 50°26′09″ пн. ш. 30°29′24″ сх. д. / 50.4357957° пн. ш. 30.4900896° сх. д. | kino-butterfly.com.ua [Архівовано 4 квітня 2012 у Wayback Machine.] |
| м/к «Кінопалац»                                        | 1 (122)      | 2D, 3D                     | 1998 — 2014     | Печерський р-н, вул. Інститутська, 1                         | 50°27′00″ пн. ш. 30°31′40″ сх. д. / 50.4498739° пн. ш. 30.5277903° сх. д. | www.kinopalace.net                                                  |
| м/к «Лінія кіно» в ТРЦ «Аладдін»                       | 4 (732)      | 2D, 3D                     | 2007            | Дарницький р-н, вул. Михайла Гришка, 5                       | 50°23′45″ пн. ш. 30°37′57″ сх. д. / 50.3959042° пн. ш. 30.6324262° сх. д. | liniakino.com [Архівовано 26 квітня 2017 у Wayback Machine.]        |
| м/к «Лінія кіно» в ТРЦ «Магеллан»                      | 3 (555)      | 2D, 3D                     | 2004            | Голосіївський р-н, просп. Академіка Глушкова, 13-Б           | 50°22′04″ пн. ш. 30°27′28″ сх. д. / 50.3678459° пн. ш. 30.4578351° сх. д. | liniakino.com [Архівовано 26 квітня 2017 у Wayback Machine.]        |
| м/к «Лінія кіно» в ТРЦ «Метрополіс»                    | 3 (441)      | 2D, 3D                     | 2004            | Оболонський р-н, вул. Героїв полку «Азов», 12                | 50°30′03″ пн. ш. 30°29′47″ сх. д. / 50.5008829° пн. ш. 30.4964643° сх. д. | liniakino.com [Архівовано 26 квітня 2017 у Wayback Machine.]        |
| м/к «Одеса-Кіно» в ТРЦ «Квадрат»                       | 4 (616)      | 2D, 3D                     | 2009            | Дніпровський р-н, Воскресенський проспект, 36                | 50°29′05″ пн. ш. 30°35′44″ сх. д. / 50.484861° пн. ш. 30.595573° сх. д.   | kiev.kinoodessa.com [Архівовано 15 лютого 2017 у Wayback Machine.]  |
| м/к «Одеса-Кіно» в універмазі «Україна»                | 4 (508)      | 2D, 3D                     | 2004 — 2016     | Шевченківський р-н, пл. Галицька, 3                          | 50°26′47″ пн. ш. 30°29′28″ сх. д. / 50.446368° пн. ш. 30.4910622° сх. д.  | kiev.kinoodessa.com [Архівовано 15 лютого 2017 у Wayback Machine.]  |
| м/к «Планета Кіно» в ТРЦ «Блокбастер»                  | 13           | 2D, 3D, 4D, IMAX           | 2008            | Оболонський р-н, просп. Степана Бандери, 34-В                | 50°29′10″ пн. ш. 30°31′09″ сх. д. / 50.4862059° пн. ш. 30.5192488° сх. д. | planetakino.ua [Архівовано 11 лютого 2017 у Wayback Machine.]       |
| Планетарій «Atmasfera 360» в ТРЦ «New Way»             |              | Планетарій                 | 2016            | Дарницький р-н, вул. Архітектора Вербицького, 1              | 50°24′53″ пн. ш. 30°39′02″ сх. д. / 50.4147696° пн. ш. 30.6505721° сх. д. | atmasfera.com.ua                                                    |
| Планетарій «Atmasfera 360» в НАУ                       |              | Планетарій                 | 2011            | Солом'янський р-н, просп. Любомира Гузара, 1                 | 50°26′25″ пн. ш. 30°25′47″ сх. д. / 50.4402521° пн. ш. 30.4298116° сх. д. | atmasfera.com.ua                                                    |

## Кінотеатри, які почали діяти в добу Російської імперії, в УСРР та УРСР (1919—1991)
Найстарішим кінотеатром Києва серед тих, які діяли на час здобуття Україною державної незалежності, був кінотеатр «Екран», який навесні 1911 року заснував у дачному селищі Святошин підприємець Ілля Штейн. У 1954 році в Києві функціонувало 14 кінотеатрів і стаціонарних кіноустановок, а в 1981 році — вже 72, у тому числі 12 широкоформатних та 11 літніх. З них нині діють лише вісімнадцять, решта закриті, перепрофільовані, зруйновані та занедбані. 
| Кінотеатр                                             | Зали (місця) | Технологія | Діє                                   | Поштова адреса                                                                     | Географічні координати                                                    | Вебсайт                                                               |
| Будинок кіно                                          | 3 (890)      | 2D         | 1977                                  | Печерський р-н, вул. Саксаганського, 6                                             | 50°26′11″ пн. ш. 30°31′10″ сх. д. / 50.4363336° пн. ш. 30.5193389° сх. д. | www.ukrkino.com.ua [Архівовано 5 травня 2012 у WebCite]               |
| ДК «Кадр»                                             | 1 (78)       |            | 1950                                  | Подільський р-н, вул. Вишгородська, 4                                              | 50°29′52″ пн. ш. 30°27′19″ сх. д. / 50.4978391° пн. ш. 30.4552568° сх. д. | www.kadr.kiev.ua [Архівовано 15 лютого 2017 у Wayback Machine.]       |
| ДК «Ровесник»                                         |              | 2D         |                                       | Дніпровський р-н, вул. Миропільська, 1                                             | 50°27′46″ пн. ш. 30°37′39″ сх. д. / 50.4627756° пн. ш. 30.6275419° сх. д. |                                                                       |
| КП «Київкінофільм» «Братислава»                       | 2 (1400)     | 2D         | 1976 —2015                            | Оболонський р-н, вул. Олександра Архипенка, 5                                      | 50°29′47″ пн. ш. 30°30′50″ сх. д. / 50.4964073° пн. ш. 30.5139127° сх. д. | www.kinokiev.com [Архівовано 4 лютого 2016 у Wayback Machine.]        |
| КП «Київкінофільм» «Дніпро»                           | 3 (676)      | 2D, 3D     | 1960                                  | Дніпровський р-н, проспект Леоніда Каденюка, 7                                     | 50°26′45″ пн. ш. 30°37′34″ сх. д. / 50.4457807° пн. ш. 30.6260628° сх. д. | www.kinokiev.com [Архівовано 4 лютого 2016 у Wayback Machine.]        |
| КП «Київкінофільм» «Загреб»                           |              | 2D, 3D     | 1989 —2006                            | Голосіївський р-н, просп. Голосіївський, 116                                       | 50°23′09″ пн. ш. 30°29′15″ сх. д. / 50.3859174° пн. ш. 30.4873795° сх. д. | www.kinokiev.com [Архівовано 4 лютого 2016 у Wayback Machine.]        |
| КП «Київкінофільм» ім. Тараса Шевченка                |              | 2D         | 1961                                  | Подільський р-н, вул. Вишгородська, 49                                             | 50°30′57″ пн. ш. 30°26′56″ сх. д. / 50.5158525° пн. ш. 30.4489802° сх. д. | www.kinokiev.com [Архівовано 4 лютого 2016 у Wayback Machine.]        |
| КП «Київкінофільм» «Кіото»                            | 2 (754)      | 2D, 3D     | 1981                                  | Деснянський р-н, вул. Мілютенка, 19                                                | 50°28′33″ пн. ш. 30°37′37″ сх. д. / 50.4757963° пн. ш. 30.6269711° сх. д. | www.kinokiev.com [Архівовано 4 лютого 2016 у Wayback Machine.]        |
| КП «Київкінофільм» «Київська Русь»                    | 2 (1368)     | 2D, 3D     | 1982                                  | Шевченківський р-н, вул. Січових Стрільців, 93                                     | 50°27′34″ пн. ш. 30°29′06″ сх. д. / 50.4593246° пн. ш. 30.4849637° сх. д. | www.kinokiev.com [Архівовано 4 лютого 2016 у Wayback Machine.]        |
| КП «Київкінофільм» «Лейпциг»                          | 3 (929)      | 2D, 3D     | 1974                                  | Святошинський р-н, просп. Леся Курбаса, 8                                          | 50°25′47″ пн. ш. 30°22′59″ сх. д. / 50.4296802° пн. ш. 30.3830145° сх. д. | www.kinokiev.com [Архівовано 4 лютого 2016 у Wayback Machine.]        |
| КП «Київкінофільм» «Флоренція»                        | 4 (785)      | 2D, 3D     | 1989                                  | Деснянський р-н, просп. Червоної Калини, 31                                        | 50°30′22″ пн. ш. 30°35′57″ сх. д. / 50.5060553° пн. ш. 30.5991061° сх. д. | www.kinokiev.com [Архівовано 4 лютого 2016 у Wayback Machine.]        |
| КП «Київкінофільм» Кінотеатр українського кіно «Ліра» | 1 (100)      | 2D         | 1913                                  | Шевченківський р-н, вул. Велика Житомирська, 40                                    | 50°27′20″ пн. ш. 30°30′28″ сх. д. / 50.4556616° пн. ш. 30.5077425° сх. д. | www.kinokiev.com [Архівовано 4 лютого 2016 у Wayback Machine.]        |
| КП «Київкінофільм» ДСК «Алмаз»                        | 1 (270)      | 2D         | 60-ті — 90-ті                         | Дніпровський р-н, вул. Миропільська, 19-А                                          | 50°28′02″ пн. ш. 30°37′26″ сх. д. / 50.4673509° пн. ш. 30.6238848° сх. д. | kievkinofilm.com.ua [Архівовано 13 жовтня 2010 у Wayback Machine.]    |
| КП «Київкінофільм» ДСК «Єреван»                       | 1 (415)      | 2D         | 1977 — 2007                           | Солом'янський р-н, б-р. Чоколівський, 13                                           | 50°26′05″ пн. ш. 30°27′10″ сх. д. / 50.4347281° пн. ш. 30.4528112° сх. д. | kievkinofilm.com.ua [Архівовано 20 лютого 2017 у Wayback Machine.]    |
| КП «Київкінофільм» ДСК «Пролісок»                     | 1 (100)      | 2D         | 1988 — 90-ті                          | Подільський р-н, пров. Квітневий, 4                                                | 50°30′03″ пн. ш. 30°25′52″ сх. д. / 50.5007008° пн. ш. 30.4312372° сх. д. | kievkinofilm.com.ua [Архівовано 3 травня 2017 у Wayback Machine.]     |
| КП «Київкінофільм» ДСК «Промінь»                      | 1 (258)      | 2D         | 1958                                  | Дарницький р-н, Харківське шосе, 168-Ж                                             | 50°24′52″ пн. ш. 30°39′24″ сх. д. / 50.4143356° пн. ш. 30.6566789° сх. д. | kievkinofilm.com.ua [Архівовано 21 квітня 2018 у Wayback Machine.]    |
| КП «Київкінофільм» ДСК «Салют»                        | 1 (84)       | 2D         | 1956 — 90-ті                          | Голосіївський р-н, вул. Велика Китаївська, 83                                      | 50°23′57″ пн. ш. 30°31′54″ сх. д. / 50.399035° пн. ш. 30.5317347° сх. д.  | kievkinofilm.com.ua [Архівовано 20 лютого 2017 у Wayback Machine.]    |
| КП «Київкінофільм» ДСК «Старт»                        | 1 (176)      | 2D         | 1971                                  | Дніпровський р-н, вул. Івана Миколайчука, 15-А                                     | 50°26′06″ пн. ш. 30°36′22″ сх. д. / 50.434879° пн. ш. 30.6060736° сх. д.  | kievkinofilm.com.ua [Архівовано 30 квітня 2017 у Wayback Machine.]    |
| КП «Київкінофільм» ДСК «Факел»                        | 1 (80)       | 2D         | 1987 —2024                            | Дарницький р-н, просп. Миколи Бажана, 3-А                                          | 50°24′10″ пн. ш. 30°39′18″ сх. д. / 50.4028376° пн. ш. 30.6549486° сх. д. | kievkinofilm.com.ua [Архівовано 21 липня 2015 у Wayback Machine.]     |
| к/т «Авангард»                                        |              | 2D         |                                       | Печерський р-н, вул. Князів Острозьких, 31/33                                      | 50°26′12″ пн. ш. 30°32′43″ сх. д. / 50.4366897° пн. ш. 30.545315° сх. д.  |                                                                       |
| к/т «Аврора»                                          | 1 (800)      | 2D         | 1966 —2005                            | Дніпровський р-н, Воскресенський прсп, 36                                          | 50°29′05″ пн. ш. 30°35′44″ сх. д. / 50.484861° пн. ш. 30.595573° сх. д.   |                                                                       |
| к/т «Барвінок»                                        |              | 2D         |                                       | Солом'янський р-н, вул. Молодіжна, 71                                              |                                                                           |                                                                       |
| к/т «Будівельник»                                     |              | 2D         |                                       | Солом'янський р-н, вул. Суздальська, 4/6                                           | 50°25′21″ пн. ш. 30°25′48″ сх. д. / 50.4225328° пн. ш. 30.4298935° сх. д. |                                                                       |
| к/т «Вогник»                                          |              | 2D         | до 80-х                               | Солом'янський р-н, вул. Локомотивна,37 , 37                                        |                                                                           |                                                                       |
| к/т «Десна»                                           |              | 2D         |                                       | Дніпровський р-н, вул. Івана Миколайчука, 3                                        | 50°25′51″ пн. ш. 30°35′46″ сх. д. / 50.4307104° пн. ш. 30.5961974° сх. д. |                                                                       |
| к/т «Дніпро»                                          |              | 2D         | 1937 —2004                            | Печерський р-н, вул. Михайла Грушевського, 1                                       | 50°27′07″ пн. ш. 30°31′49″ сх. д. / 50.4519775° пн. ш. 30.5303951° сх. д. |                                                                       |
| к/т «Дружба»                                          | 2 (200)      | 2D         | 1976 —2012                            | Печерський р-н, вул. Хрещатик, 25                                                  | 50°26′40″ пн. ш. 30°31′22″ сх. д. / 50.4444614° пн. ш. 30.5226907° сх. д. | www.druzhba.com.ua [Архівовано 20 лютого 2017 у Wayback Machine.]     |
| к/т «Екран»                                           |              | 2D         | 1911 —2012                            | Святошинський р-н, просп. Берестейський, 117                                       | 50°27′20″ пн. ш. 30°21′53″ сх. д. / 50.4554508° пн. ш. 30.3648148° сх. д. |                                                                       |
| к/т «Електрон»                                        |              | 2D         |                                       | Святошинський р-н, б-р Академіка Вернадського, 79                                  | 50°27′53″ пн. ш. 30°21′43″ сх. д. / 50.4648241° пн. ш. 30.3618487° сх. д. |                                                                       |
| к/т «Жовтень»                                         | 6 (772)      | 2D         | 1931                                  | Подільський р-н, вул. Костянтинівська, 26                                          | 50°28′06″ пн. ш. 30°30′36″ сх. д. / 50.4683873° пн. ш. 30.5099957° сх. д. | zhovten-kino.kiev.ua [Архівовано 15 лютого 2017 у Wayback Machine.]   |
| к/т «Зірка»                                           |              | 2D         | 1952 — початок 1990-х                 | Солом'янський р-н, вул. Максима Кривоноса, 27                                      | 50°25′22″ пн. ш. 30°28′10″ сх. д. / 50.422807° пн. ш. 30.4693196° сх. д.  |                                                                       |
| к/т «Зоря»                                            |              | 2D         | 1952 — 1981                           | Шевченківський р-н, вул. Ярославів Вал, 7                                          | 50°27′00″ пн. ш. 30°30′39″ сх. д. / 50.4499061° пн. ш. 30.5109315° сх. д. |                                                                       |
| к/т «Зоряний»                                         | 1 (563)      | 2D, 3D     | 80-ті — 90-ті                         | Печерський р-н, вул. Князів Острозьких, 31/33                                      | 50°26′12″ пн. ш. 30°32′43″ сх. д. / 50.4366897° пн. ш. 30.545315° сх. д.  | www.zoryaniy.kiev.ua [Архівовано 9 квітня 2016 у Wayback Machine.]    |
| к/т ім. Батюка                                        |              | 2D         |                                       | Голосіївський р-н, просп. Валерія Лобановського, 115                               | 50°24′29″ пн. ш. 30°30′22″ сх. д. / 50.4079814° пн. ш. 30.5059959° сх. д. |                                                                       |
| к/т ім. Ватутіна                                      |              | 2D         |                                       | Печерський р-н, вул. Велика Васильківська, 65                                      | 50°25′49″ пн. ш. 30°30′59″ сх. д. / 50.4301517° пн. ш. 30.5163997° сх. д. |                                                                       |
| к/т ім. Гагаріна                                      |              | 2D         | 1971 — 1998                           | Шевченківський р-н, вул. Щусєва, 5                                                 | 50°28′24″ пн. ш. 30°26′42″ сх. д. / 50.4733491° пн. ш. 30.4450135° сх. д. |                                                                       |
| к/т ім. О. Довженка                                   | 1014         | 2D         | 1962 — 2010                           | Шевченківський р-н, просп. Берестейський, 24                                       | 50°27′05″ пн. ш. 30°28′07″ сх. д. / 50.4512838° пн. ш. 30.4686907° сх. д. |                                                                       |
| к/т «Київ»                                            | 3 (715)      | 2D         | 1952                                  | Печерський р-н, вул. Велика Васильківська, 19                                      | 50°26′22″ пн. ш. 30°31′05″ сх. д. / 50.4393989° пн. ш. 30.5180812° сх. д. | www.kievkino.com.ua [Архівовано 29 листопада 2019 у Wayback Machine.] |
| к/т «Кінопанорама»                                    | 2 (435)      | 2D         | 1958 —2018                            | Печерський р-н, вул. Шота Руставелі, 19                                            | 50°26′18″ пн. ш. 30°31′10″ сх. д. / 50.4383783° пн. ш. 30.5195813° сх. д. | kinopanorama.com.ua [Архівовано 1 квітня 2022 у Wayback Machine.]     |
| к/т «Комсомолець України»                             |              | 2D         | 1919 — 1981                           | Шевченківський р-н, вул. Прорізна, 17                                              | 50°26′54″ пн. ш. 30°31′01″ сх. д. / 50.448373° пн. ш. 30.5170477° сх. д.  |                                                                       |
| к/т «Комунар»                                         |              | 2D         | 1961 —1982                            | Шевченківський р-н, вул. Січових Стрільців, 93                                     | 50°27′34″ пн. ш. 30°29′06″ сх. д. / 50.4593246° пн. ш. 30.4849637° сх. д. |                                                                       |
| к/т «Космос»                                          |              | 2D         | до середини 80-х                      | Дніпровський р-н, просп. Броварський, 25                                           | 50°27′13″ пн. ш. 30°35′58″ сх. д. / 50.4534828° пн. ш. 30.5993276° сх. д. |                                                                       |
| к/т «Краків»                                          | 1 (800)      | 2D         | 1968 — 90-ті; 2023 (реконструйований) | Дніпровський р-н, Русанівська набережна, 12                                        | 50°26′27″ пн. ш. 30°35′33″ сх. д. / 50.4408697° пн. ш. 30.5923739° сх. д. |                                                                       |
| к/т «Маяк»                                            | 1 (200)      | 2D         | 1949 — 90-ті                          | Голосіївський р-н, вул. Ракетна, 10                                                |                                                                           |                                                                       |
| к/т «Мир»                                             |              | 2D         |                                       | Голосіївський р-н, вул. Михайла Максимовича, 4                                     | 50°23′36″ пн. ш. 30°28′51″ сх. д. / 50.3932535° пн. ш. 30.4807586° сх. д. |                                                                       |
| к/т «Молодіжний»                                      |              | 2D         |                                       | Святошинський р-н, вул. Соснова, 14                                                | 50°28′32″ пн. ш. 30°21′21″ сх. д. / 50.4754655° пн. ш. 30.3556977° сх. д. |                                                                       |
| к/т «Нивки»                                           |              | 2D         | 1969 —2017                            | Шевченківський р-н, вул. Данила Щербаківського, 58                                 | 50°28′25″ пн. ш. 30°24′25″ сх. д. / 50.4736333° пн. ш. 30.4068255° сх. д. |                                                                       |
| к/т «Орбіта»                                          |              | 2D         | 1954 —2007                            | Печерський р-н, вул. Хрещатик, 29                                                  | 50°26′35″ пн. ш. 30°31′17″ сх. д. / 50.4431549° пн. ш. 30.521303° сх. д.  |                                                                       |
| к/т «Перемога»                                        |              | 2D         |                                       | Шевченківський р-н, вул. Олеся Гончара, 79                                         | 50°26′50″ пн. ш. 30°29′41″ сх. д. / 50.4470974° пн. ш. 30.4947464° сх. д. |                                                                       |
| к/т «Прогрес»                                         |              | 2D         | 1958 —90-ті                           | Голосіївський р-н, вул. Академіка Глушкова, 1                                      | 50°22′54″ пн. ш. 30°28′54″ сх. д. / 50.3816329° пн. ш. 30.4816162° сх. д. |                                                                       |
| к/т «Ракета»                                          |              | 2D         | до 1977                               | Шевченківський р-н, вул. Саксаганського, 102                                       | 50°26′36″ пн. ш. 30°29′55″ сх. д. / 50.4432943° пн. ш. 30.4985168° сх. д. |                                                                       |
| к/т «Слава»                                           |              | 2D         |                                       | Печерський р-н, вул. Бастіонна, 11                                                 | 50°25′02″ пн. ш. 30°33′17″ сх. д. / 50.4171226° пн. ш. 30.554812° сх. д.  |                                                                       |
| к/т «Славутич»                                        | 1 (300)      | 2D         | 1972 — 90-ті                          | Дніпровський р-н, вул. Ентузіастів, 1                                              | 50°26′01″ пн. ш. 30°35′35″ сх. д. / 50.4335991° пн. ш. 30.5931893° сх. д. |                                                                       |
| к/т «Супутник»                                        | 6 (572)      | 2D, 3D     | 1961-90-ті, 2007                      | Солом'янський р-н, вул. Іскрівська, 18                                             | 50°26′19″ пн. ш. 30°27′35″ сх. д. / 50.4386455° пн. ш. 30.4597776° сх. д. | kino-sputnik.com.ua [Архівовано 6 січня 2017 у Wayback Machine.]      |
| к/т «Тампере»                                         | 1 (808)      | 2D         | 1967 — 90-ті                          | Солом'янський р-н, вул. Героїв Севастополя, 42                                     | 50°25′48″ пн. ш. 30°25′23″ сх. д. / 50.4300609° пн. ш. 30.4230644° сх. д. |                                                                       |
| к/т «Україна»                                         | 2 (604)      | 2D, 3D     | 1964                                  | Печерський р-н, вул. Архітектора Городецького, 5                                   | 50°26′54″ пн. ш. 30°31′33″ сх. д. / 50.4482722° пн. ш. 30.5259594° сх. д. | www.kino-ukraina.com.ua                                               |
| к/т «Юність»                                          |              |            | до 2000                               | Святошинський р-н, вул. Сім'ї Стешенків, 35                                        |                                                                           |                                                                       |
| л/т «Берізка»                                         |              | 2D         |                                       | Солом'янський р-н, вул. Уманська, на території Кадетського гаю                     | 50°26′30″ пн. ш. 30°27′47″ сх. д. / 50.4415766° пн. ш. 30.4629201° сх. д. |                                                                       |
| л/т «Володимирська гірка»                             |              | 2D         | 30-ті — 70-ті                         | Шевченківський р-н, вул. Хрещатик, 2                                               | 50°27′12″ пн. ш. 30°31′36″ сх. д. / 50.453233° пн. ш. 30.5266821° сх. д.  |                                                                       |
| л/т «Зелений»                                         |              | 2D         |                                       | Шевченківський р-н, просп. Берестейський, на території парку імені Івана Багряного | 50°27′24″ пн. ш. 30°27′16″ сх. д. / 50.4567455° пн. ш. 30.454307° сх. д.  |                                                                       |
| л/т «Зелений театр»                                   | 4500         | 2D         | 1949                                  | Печерський р-н, вул. Верхня                                                        | 50°25′28″ пн. ш. 30°33′16″ сх. д. / 50.4243579° пн. ш. 30.5545538° сх. д. |                                                                       |
| л/т ім. Чехова                                        |              | 2D         |                                       | Шевченківський р-н, пров. Чеховський, 3                                            | 50°27′02″ пн. ш. 30°30′08″ сх. д. / 50.450543° пн. ш. 30.5021661° сх. д.  |                                                                       |
| л/т ім. Чкалова                                       |              | 2D         |                                       | Шевченківський р-н, вул. Олеся Гончара, 1                                          | 50°27′17″ пн. ш. 30°30′42″ сх. д. / 50.4548483° пн. ш. 30.511752° сх. д.  |                                                                       |
| л/т «Кристал»                                         |              | 2D         | до 80-х                               | Святошинський р-н, просп. Леся Курбаса, на території парку «Юність»                | 50°25′38″ пн. ш. 30°23′01″ сх. д. / 50.4271739° пн. ш. 30.3834868° сх. д. |                                                                       |
| л/т «Ленінського комсомолу»                           | (2700)       | 2D         | 1958 — 90-ті                          | Шевченківський р-н, просп. Берестейський, 84-А, на території парку «Нивки»         | 50°27′39″ пн. ш. 30°24′29″ сх. д. / 50.4609551° пн. ш. 30.4080808° сх. д. |                                                                       |
| л/т «Осокірки»                                        |              | 2D         | 70-ті — 90-ті                         | Дарницький р-н                                                                     |                                                                           |                                                                       |
| л/т «Спорт»                                           |              | 2D         |                                       | Печерський р-н, вул. Жилянська, поряд з НСК «Олімпійський»                         | 50°26′00″ пн. ш. 30°31′03″ сх. д. / 50.4333825° пн. ш. 30.5174655° сх. д. |                                                                       |

     — нині недіючі кінотеатри.

## Додаткові факти
- Найбільший кінотеатр України за площею (5 000 м2), кількістю залів (14) та місць (2298) розташований в ТРЦ «Lavina Mall» і належить до мережі приватних кінотеатрів «Multiplex».
- Найбільший кінозал України міститься в комунальному кінотеатрі «Київська Русь» місткістю 1192 місць, в якому також розміщений найбільший в Україні кіноекран розміром 26×11 м.
- Найстаріший однозальний кінотеатр Києва — «Екран», 1911 року.
- Найстаріший багатозальний кінотеатр Києва — «Жовтень», 1931 року.
- Найстаріший стереоскопічний кінотеатр Києва — «Орбіта», 1954 року.
- Найстаріший кінотеатр Києва просто неба — «Володимирська гірка».
- Перша демонстрація кінематографа (сінематографії) в Києві відбулася 1897 року в театрі Бергоньє.

|                    |
| Кінотеатр «DeLuxe» |

|                       |
| Кінотеатр «Кінопалац» |

|                     |
| Кінотеатр «Україна» |

|                  |
| Кінотеатр «Київ» |

|                    |
| Кінотеатр «Дніпро» |

|                |
| Театр Бергоньє |

|                  |
| Кінотеатр Загреб |